# 러시아계 타지키스탄인
러시아계 타지키스탄인(러시아어:Русские в Таджикистане, 타지크어:Русҳои Тоҷикистон)은 타지키스탄에 거주하는 러시아인으로 2010년 타지키스탄 인구조사에 따르면
러시아계 타지키스탄인의 인구는34,848명이며 타지키스탄 인구의 0.46%를 차지한다.

## 같이 보기
- 러시아인
- 슬라브족
- 동슬라브족
- 타지키스탄의 러시아어
- 러시아-타지키스탄 관계